# Slatina (Chudenice)
Slatina je malá vesnice, část městyse Chudenice v okrese Klatovy v Plzeňském kraji. Nachází se asi 2,5 kilometru jižně od Chudenic. Prochází zde silnice II/185. Je zde evidováno 27 adres. V roce 2011 zde trvale žilo 39 obyvatel.
Slatina leží v katastrálním území Slatina u Chudenic o rozloze 4,54 km².

## Historie
První písemná zmínka o vesnici pochází z roku 1284.

## Přírodní poměry
Východně od vesnice se na úbočí vrchu Říčej nachází přírodní rezervace Bělyšov.

## Obyvatelstvo
| Rok            | 1869 | 1880 | 1890 | 1900 | 1910 | 1921 | 1930 | 1950 | 1961 | 1970 | 1980 | 1991 | 2001 | 2011 | 2021 |
| -------------- | ---- | ---- | ---- | ---- | ---- | ---- | ---- | ---- | ---- | ---- | ---- | ---- | ---- | ---- | ---- |
| Počet obyvatel | 134  | 132  | 130  | 108  | 106  | 113  | 111  | 92   | 71   | 51   | 46   | 36   | 40   | 39   | 30   |
| Počet domů     | 19   | 19   | 21   | 20   | 20   | 21   | 23   | 24   | 19   | 16   | 16   | 24   | 24   | 23   | 22   |

## Obecní správa
Při sčítání lidu v letech 1850–1920 Slatina byla osadou obce Bezpravovice v okrese Klatovy. V letech 1921–1975 byla samostatnou obcí v okrese Klatovy. Od 1. července 1975 je částí městyse Chudenice v okrese Klatovy.

## Pamětihodnosti
- Vodní mlýn

## Galerie

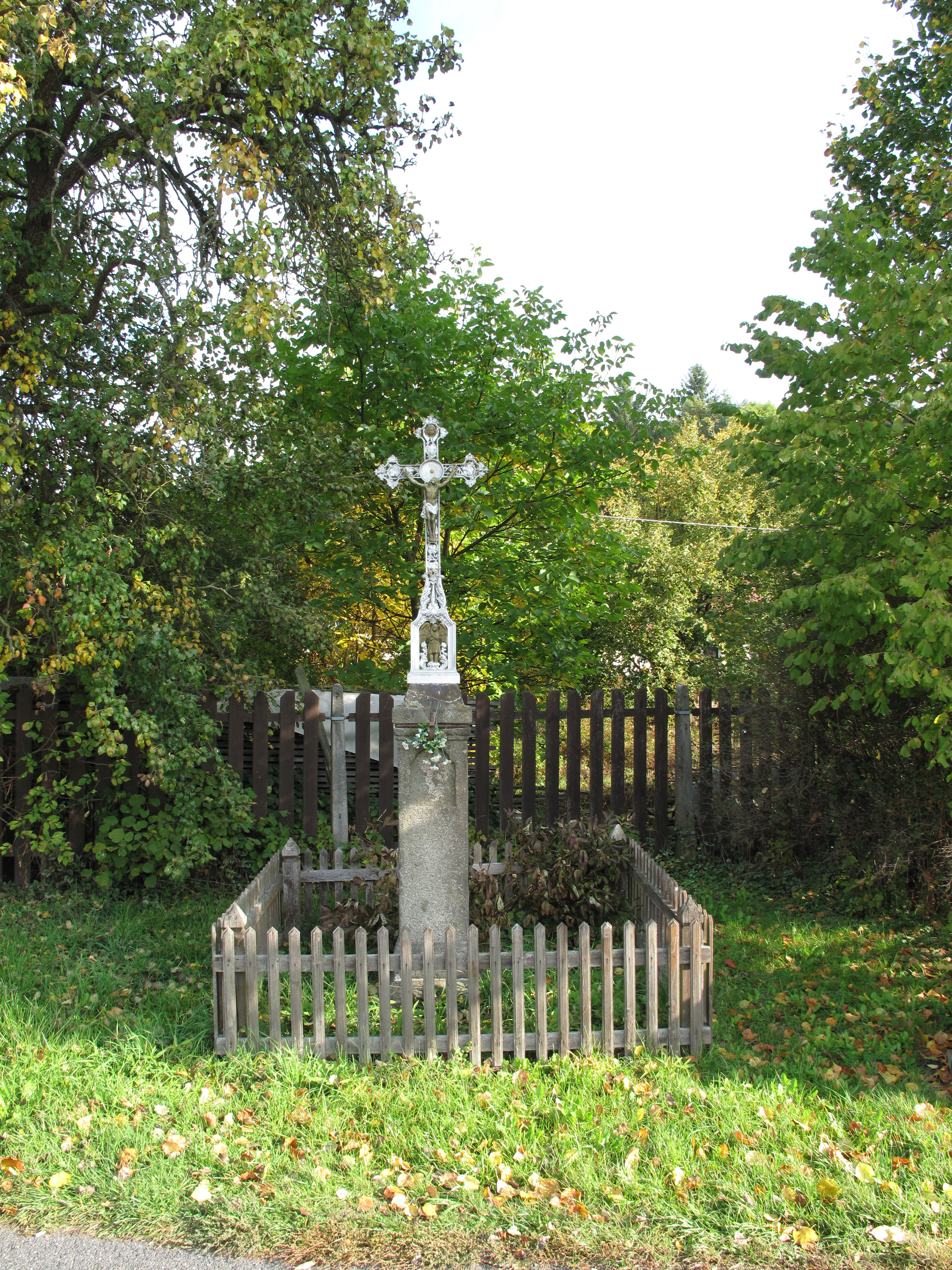
Kříž
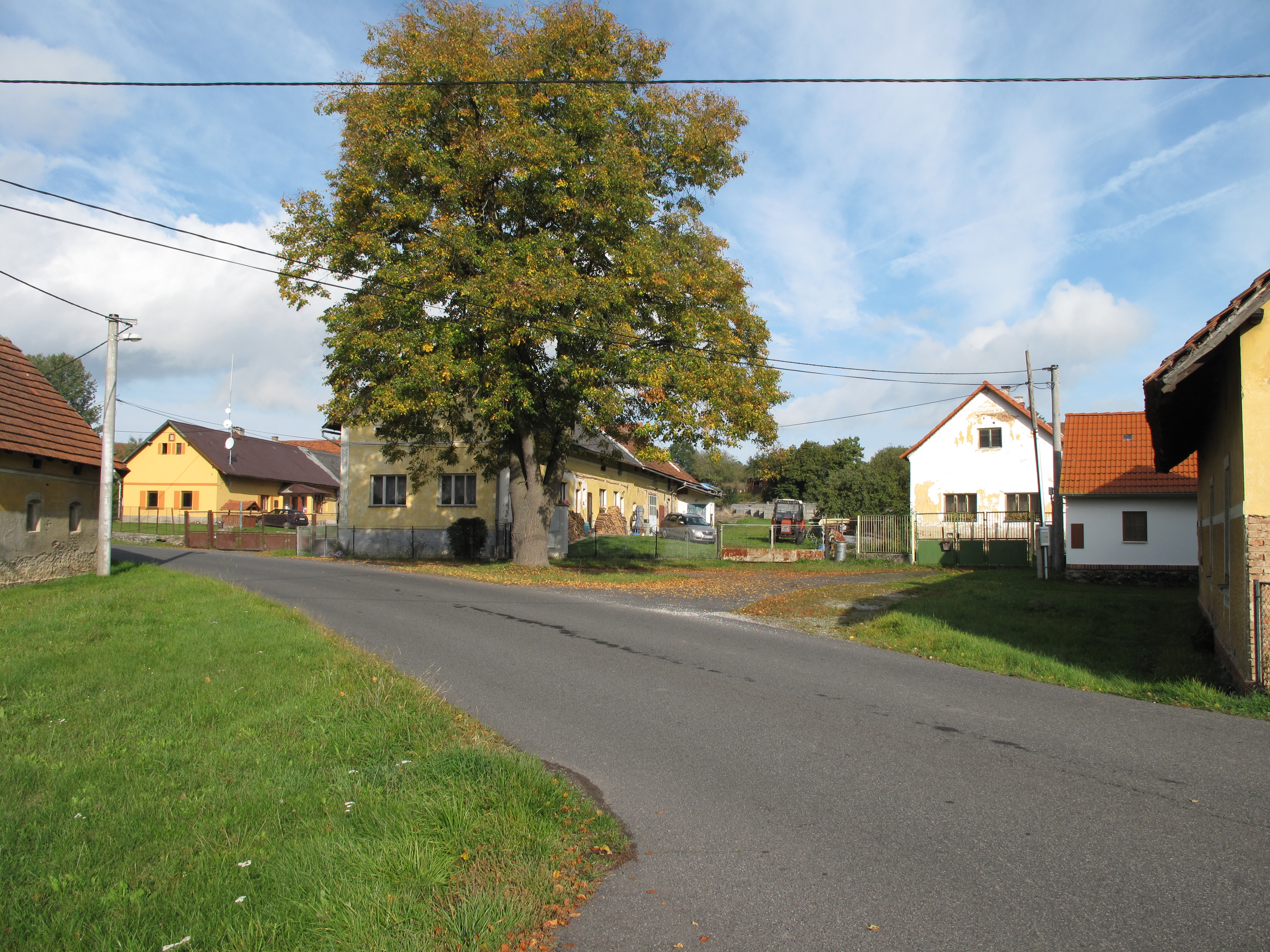
Náves
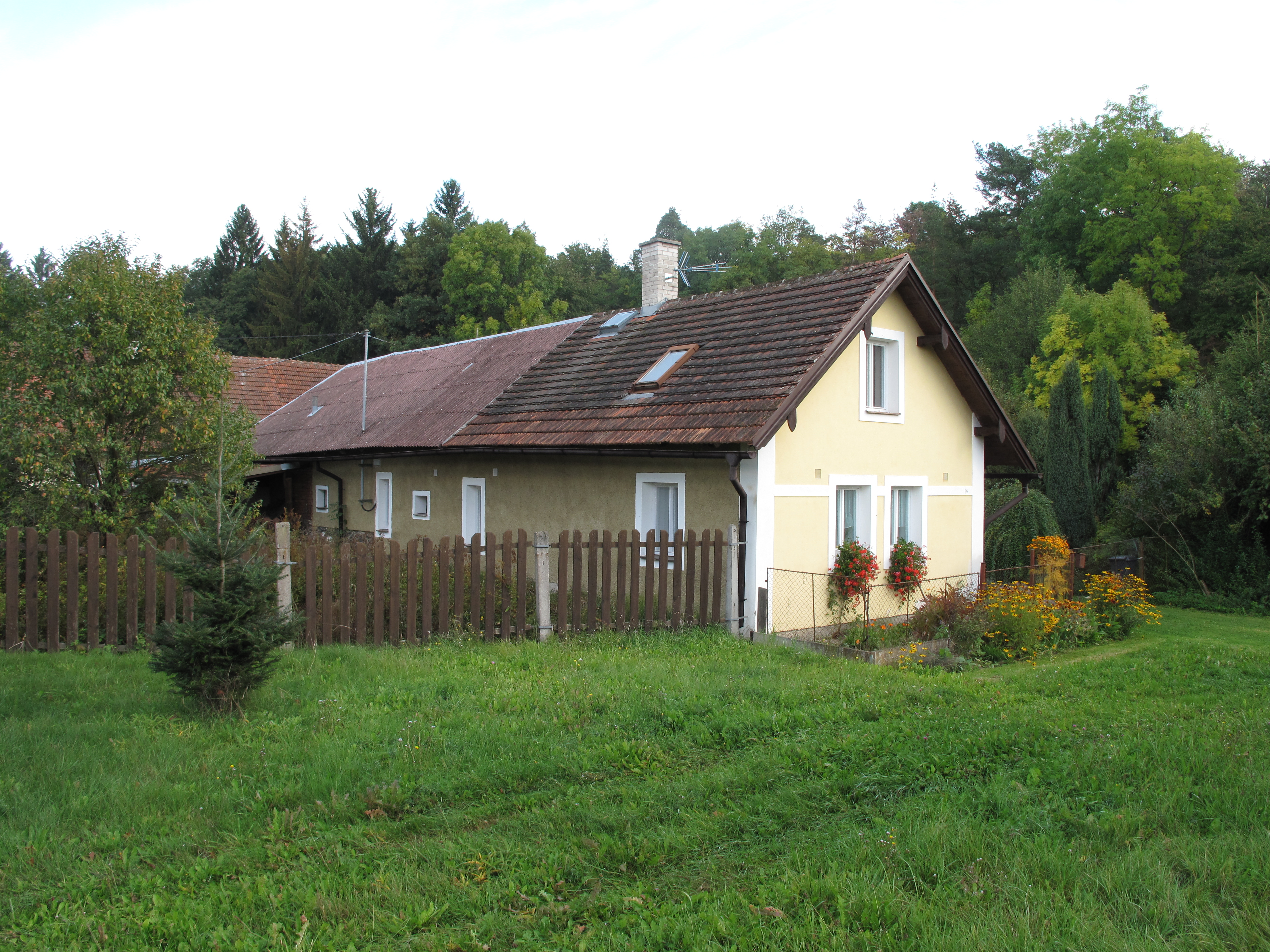
Chalupa